# Megalomys
Megalomys és un gènere de rosegadors extints de la família dels múrids. Les espècies d'aquest grup eren una mica més grosses que les rates mesqueres, amb una llargada de cap a gropa d'aproximadament 35 cm i una cua de dimensions similars. Vivien a cinc illes del Carib: Martinica, Barbados, Barbuda, Saint Lucia i Curaçao. Mentre que M. curazensis és coneguda únicament a partir de fòssils del Plistocè, les altres quatre espècies sobrevisqueren fins a temps recents, quan foren exterminades pels humans.